# Azat Ziyatdinov
Ziyatdinov Azat Shaimullovich (Tauzar, 20 de enero de 1939 - Moscú, 24 de septiembre de 2017) fue un científico de la República Tatarstán, doctor en ciencias químicas, y miembro de la Academia de Ciencias de la República Tatartsán.

## Biografía
Nació el 20 de enero de 1939 en la localidad de Tauzar. Los primeros siete años de sus estudios los realizó en una escuela rural de la localidad Karadugan, un pueblo ubicado en el distrito Baltasi de la República Tatarstán. En los años de su formación mostró su gran interés y curiosidad en estudiar a profundidad la lengua rusa y decidió estudiar un año en una escuela rural rusa de la localidad Lyzy del mismo distrito.
En los años 1955-1959 estudió en la escuela profesional técnica de Kazán. Al terminar la escuela profesional, fue enviado a pagar su servicio militar obligatorio formando parte del Ejército Soviético.
En los años 1962-1968 inició sus estudios en la Universidad Técnica Nacional de Aviación de la ciudad Kazán. Al terminar la universidad, en el año 1968 el científico tártaro se mudó a la ciudad Nizhniy Kamsk.
En el año 1975 ingresó al posgrado de la Universidad Química Tecnológica de Moscú. Al obtener el título del candidato en los años 1978-1980, regresa a Nizhniy Kamsk donde lo nombran director del laboratorio de investigaciones científicas en la empresa petrolera Neftekhim.
En el año 1991 accedió al Instituto Químico-Tecnológico de la Universidad Estatal de Moscú donde defendió su disertación para obtener el grado de doctor en ciencias químicas. El tema de la investigación que desarrolló fue "Los métodos matemáticos para intensificar los procesos catalíticos de petroleo". A lo largo de su trayectoria académica ha sido el autor de más de 150 publicaciones y ha desarrollado grandes investigaciones y realizado importantes descubrimientos en el ámbito de la química orgánica.
En el año 1997, Azat Ziyatdinov se convirtió en el director del Centro Científico y Tecnológico de Neftekhim. En 1996 recibió el reconocimiento del químico de la República Tatarstán. Desde el año 2001 era miembro de la Academia de Ciencias de la República Tatarstán. 
Azat Ziyatdinov falleció en Moscú a los 78 años, el 24 de septiembre del 2017, debido a un paro cardíaco.